# Joel Dommett
Joel Dommett (Rockhampton, 8 giugno 1985) è un comico e attore inglese.
Ha raggiunto la notorietà per i ruoli televisivi Skins, Live in Chelsea, Impratical Jokers UK e I'm a Celebrity...Get Me Out of Here!

## Carriera
Originario di Rockhampton, Gloucestershire, Dommett si trasferisce a Londra all'età di 19 anni. Il suo primo spettacolo di cabaret fu tenuto in un bar di Los Angeles. Nel 2008 vinse il premio Best Newcomer e fu finalista come Stand Up Comedian dell'anno. Inoltre, lo stesso anno, appare nel film The Edge of Love. Joel è un membro del National Youth Theatre.
Nel 2010 Dommett appare spesso nella serie televisiva Skins come D.C. Sweeney e in tutti i sei episodi di Popatron, una sitcom prodotta da Zeppotron ed emessa su BBC Two come parte del brand BBC Switch. Nel 2011, Joel fu ospite in Live in Chelsea, un talk show che ruota attorno alle vicende del popolare Made in Chelsea. Dommett appare nei primi due episodi della serie Impratical Jokers UK dal 2012 al 2014 su BBC Three.
Nel 2015, Dommett fu il team leader dello show comico Reality Bites, prodotto da ITV2. Egli fu, inoltre, un membro fisso della giuria in Bring the Noise. Nel novembre 2015, Dommett appare nell'edizione vip di The Chase.
Nel 2016, prende parte alla sedicesima stagione di I'm a Celebrity...Get Me Out of Here!.

## Filmografia
| Anno | Titolo           | Ruolo   | Note |
| ---- | ---------------- | ------- | ---- |
| 2008 | The Edge of Love | Soldato |      |
| 2010 | Bashment         | J.J.    |      |
| 2016 | White Island     | Dex     |      |

Televisione
| Anno      | Titolo                                | Ruolo               | Note      |
| --------- | ------------------------------------- | ------------------- | --------- |
|           | MTV News                              | Presentatore        |           |
|           | Greatest Body Shockers                |                     | E4        |
|           | Russell Howard's Good News Extra      | Ospite              | BBC Three |
|           | Signs of Life                         |                     | BBC One   |
|           | Bricking It                           |                     |           |
| 2004      | Casualty                              | Jonathon Hansell    | BBC One   |
| 2005      | The Golden Hour                       | Dale Harper         | ITV       |
| 2005      | Totally Frank                         | Cory                | Channel 4 |
| 2007      | Inspector Lynley                      | Josh Tyler          | BBC One   |
| 2007      | Up Close and Personal                 |                     | ITV2      |
| 2008      | Teenage Kicks                         | Josh                | ITV       |
| 2010      | Popatron                              | Toby Wood           | BBC Two   |
| 2010      | Skins                                 | DC Sweeney          | E4        |
| 2011–?    | Live in Chelsea                       | Presentatore        | 4oD       |
| 2011      | Pop's Greatest Dance Crazes           | Collaboratore       | BBC Three |
| 2011      | EMA Voices 2011                       | Presentatore        |           |
| 2012      | How To Survive A Disaster Movie       | Co-presentatore     | Channel 5 |
| 2012–2014 | Impractical Jokers UK                 | "Joker"             | BBC Three |
| 2013      | Sweat the Small Stuff                 | Ospite              | BBC Three |
| 2014      | The Dog Ate My Homework               | Ospite              | CBBC      |
| 2015      | Reality Bites                         | Team captain        | ITV2      |
| 2015      | Bring the Noise                       | Membro della giuria | Sky1      |
| 2016      | World of Weird                        | Co-presentatore     | Channel 4 |
| 2016      | I'm a Celebrity...Get Me Out of Here! | Partecipante        | ITV       |